# جيم كرايغ (لاعب هوكي الجليد)
جيم كرايغ (بالإنجليزية: Jim Craig)‏ هو لاعب هوكي الجليد أمريكي، ولد في 31 مايو 1957 في إيستون في الولايات المتحدة.

## وصلات خارجية
- جيم كرايغ على موقع دوري الهوكي الوطني (الإنجليزية)
- جيم كرايغ على موقع قاعة مشاهير الهوكي (لاعب أن.إتش.أل) (الإنجليزية)
- جيم كرايغ على موقع EliteProspects.com (الإنجليزية)
- جيم كرايغ على موقع HockeyDB.com (الإنجليزية)
- جيم كرايغ على موقع Hockey-Reference.com (الإنجليزية)
- جيم كرايغ على موقع أوليمبيديا (الإنجليزية)
- جيم كرايغ على موقع IMDb (الإنجليزية)
- جيم كرايغ على موقع الموسوعة البريطانية (الإنجليزية)
- جيم كرايغ على موقع قاعدة بيانات الفيلم (الإنجليزية)